# ممثلية سريلانكا في رام الله
مكتب تمثيل جمهورية سريلانكا الديمقراطية الاشتراكية في رام الله هي الممثلية الدبلوماسية العُليا السريلانكية لدى دولة فلسطين. تقع الممثلية في مدينة بيتونيا.

## قائمة الممثلون
| الترتيب | رئيس البعثة الدبلوماسية | تاريخ الاعتماد الدبلوماسي | تاريخ الانتهاء | رئيس سريلانكا | رئيس دولة فلسطين | ملاحظات                                         |
| ------- | ----------------------- | ------------------------- | -------------- | ------------- | ---------------- | ----------------------------------------------- |
| 1       | تي جي سينغي             |                           |                |               |                  | أول ممثل سريلانكي لدى السلطة الوطنية الفلسطينية |
|         | محمد فوزان أنور         | 2015                      | 2021           |               | محمود عباس       |                                                 |
|         | نوالاج بنت كوري         | 3 أغسطس 2021              | لا يزال        |               | محمود عباس       |                                                 |